# Old Loves Die Hard
Albums de Triumvirat
Spartacus
(1975) Pompeii
(1977)
Old Loves Die Hard est le quatrième album du groupe de rock progressif allemand Triumvirat, sorti en 1976. À la suite du départ d'Helmut Köllen, Barry Palmer au chant et l'ancien bassiste du groupe Dick Frangenberg sont appelés en renfort. 

## Pochette
La pochette de l'album a été conçue par Regine Schutzius et Pater Cadera. On y voit la mascotte du groupe, le petit rat blanc, à travers une loupe. Ce rat apparaît sur les pochettes du groupe depuis le 2e album, Illusions On A Double Dimple, par la suite il ne reviendra plus sur les pochettes subséquentes de Triumvirat. Une pochette différente a aussi été éditée pour le présent album, un lettrage noir stylisé sur fond blanc avec le nom du groupe et le titre de l'album. 

## Titres

### Face 1
1. I Believe (Fritz, Bathelt) - 7:51
2. A day in a Life (Fritz)
  1. Uranus' Dawn - 2:57
  2. Pisces at Noon - 3:51
  3. Panorama Dusk - 1:21
3. The History of Mystery (Part One) (Fritz, Bathelt, Palmer) - 7:50

### Face 2
1. The History of Mistery (Part Two) (Fritz, Bathelt, Palmer) - 3:59
2. A Cold Old Worried Lady (Fritz, Palmer) - 5:50
3. Panic on 5th Avenue (Fritz) - 10:31
4. Old Loves Die Hard (Fritz) - 4:26
5. Take a break today (Fritz) - 3:44 - Cette dernière chanson a été rajoutée sur la réédition de 1993 et est aussi parut en single.

## Personnel
- Hans-Jürgen Fritz : grand Piano Steinway, piano électrique Hohner, orgue Hammond, synthétiseurs Moog, mellotron
- Barry Palmer : chant
- Dick Frangenberg : basse, guitare 12 cordes
- Hans Bathelt : batterie

## Musiciens additionnels
- Jane Palmer : Chœurs sur Old Loves Die Hard.
- Cologne Kinder Choir : Chœurs sur I Believe.
- Hans-Günter Lenders : Directeur de la Chorale.
- Charly Schlimbach : Saxophone sur A day in the life.

## Production
- Jürgen Fritz : Production, arrangements.
- Wolfgang Thierbach : Ingénieur du son
- Werner Kopal : Assistant ingénieur
- Roman Rybnikar : Direction artistique
- H.J. Filz, Rainer Kosseda : Photographies du livret